# Hành vi tình dục ở động vật

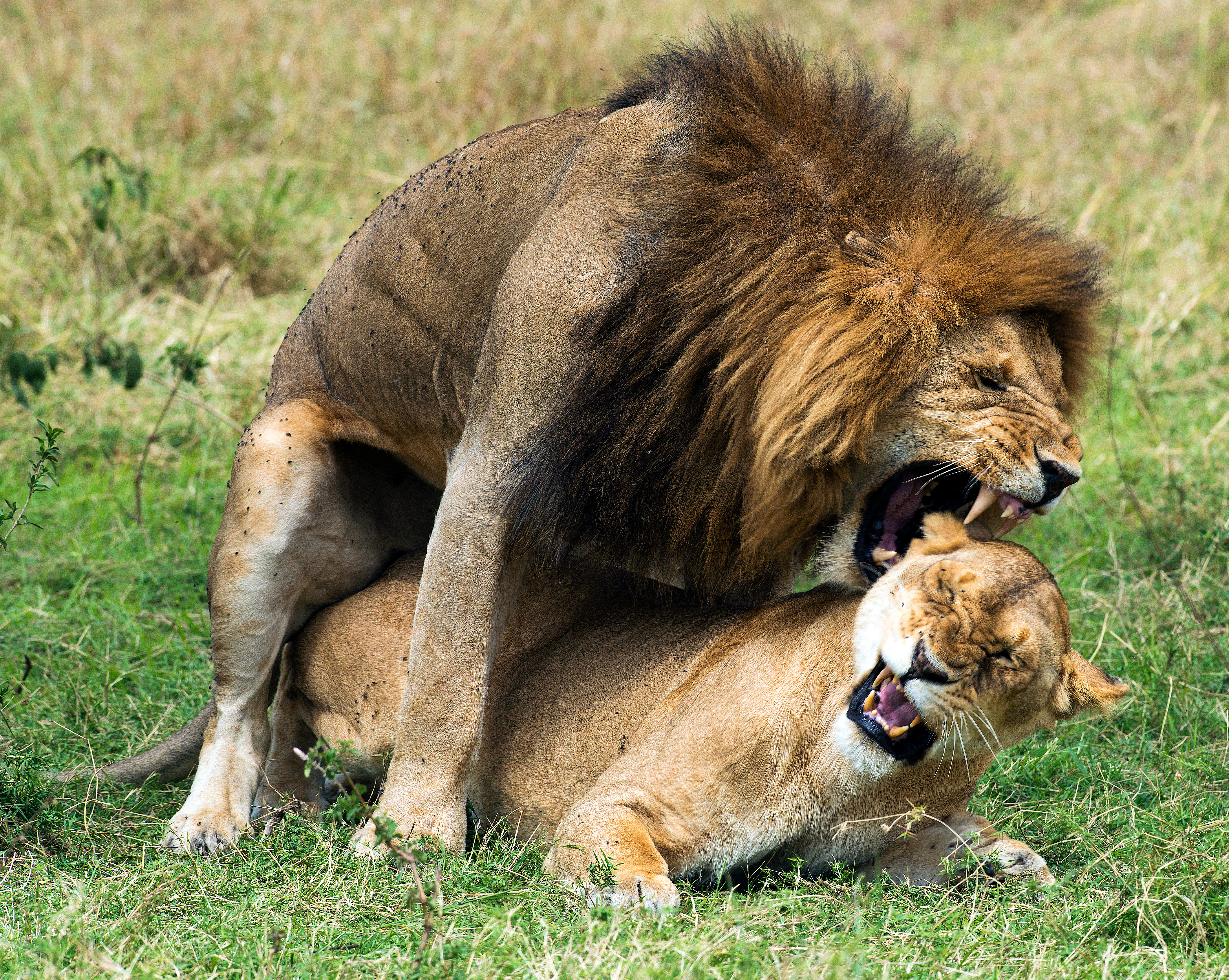
Hai con sư tử đang giao phối

Hành vi tình dục ở động vật có nhiều dạng, ngay cả trong cùng một loài. Các nhà nghiên cứu quan sát thấy quan hệ một-một, quan hệ hỗn tạp, quan hệ với loài khác, ham muốn tình dục do vật thể hoặc do nơi chốn, hiếp dâm, làm tình với xác chết,  hành vi tình dục và hành vi tình dục tình thế, đồng tính luyến ái, dị tính luyến ái và song tính luyến ái cũng như nhiều hành vi khác có ở động vật. Những nghiên cứu liên quan ghi nhật sự đa dạng trong cá thể và hành vi giới tính như động vật lưỡng tính và hoán tính.
Nghiên cứu tình dục động vật, đặc biệt là tình dục động vật linh trưởng, là một hướng đang phát triển mạnh. Trước đây người ta nghĩ rằng, chỉ có con người và một số loài động vật thực hiện hành vi tình dục ngoài mục đích sinh sản và rằng tình dục ở động vật là do những phản ứng mang tính bản năng và đơn giản do những kích thích nào đó (thấy, ngửi). Hiện nay người ta thấy rằng nhiều loài vật trước đây được cho là quan hệ một-một bây giờ được chứng minh là quan hệ hỗn tạp và cơ hội ngẫu nhiên trong tự nhiên; nhiều loài thủ dâm và biết dùng vật thể làm dụng cụ để thủ dâm; nhiều loài biết tự kích thích tình dục kích thích con khác mà không có mục đích sinh sản; và hành vi tình dục đồng giới được quan sát thấy ở 1.500 loài trong đó 500 loài được mô tả cụ thể.